# Liga Nicaragüense de Béisbol Profesional
Die Liga Nicaragüense de Béisbol Profesional ist eine professionelle Baseballliga in Nicaragua.

## Teams
- Indios del Bóer (Managua)
- Tigres del Chinandega (Chinandega)
- Orientales de Granada (Granada), seit 2009/10
- Gigantes de Rivas (Rivas), seit 2013/14

## Ehemalige Teams
- Fieras del San Fernando, 2004/05 bis 2007/08
- Leones de León (León) bis 2012/13

## Spielmodus
In der regulären Saison (Etapa Regular) bestreitet jede Mannschaft von Oktober bis Januar 54 Spiele. In der Saison 2010/11 gibt es zum ersten Mal eine Halbfinalserie (Serie de Playoff) zwischen dem Zweiten und dem Dritten nach dem Modus Best-of-five. Deren Sieger spielt im Finale (Serie Final) nach dem Modus Best-of-seven gegen den Ersten der regulären Saison um die Meisterschaft.

## Meister
| Saison  | Meister           |
| ------- | ----------------- |
| 1957–58 | Leones de León    |
| 1958–59 | Oriental          |
| 1959–60 | Leones de León    |
| 1960–61 | kein Meister      |
| 1961–62 | Marlboro (Panamá) |
| 1962–63 | Indios del Bóer   |
| 1963–64 | 5 Estrellas       |
| 1964–65 | Indios del Bóer   |
| 1965–66 | Indios del Bóer   |
| 1966–67 | 5 Estrellas       |

| Saison  | Meister              |
| ------- | -------------------- |
| 2004–05 | Leones de León       |
| 2005–06 | Tigres de Chinandega |
| 2006–07 | Indios del Bóer      |
| 2007–08 | Indios del Bóer      |
| 2008–09 | Saison abgebrochen   |
| 2009–10 | Leones de León       |
| 2010–11 | Indios del Bóer      |
| 2011–12 | Indios del Bóer      |
| 2012–13 | Tigres de Chinandega |
| 2013–14 | Gigantes de Rivas    |

| Saison  | Finalserie                                    |
| ------- | --------------------------------------------- |
| 2014–15 | Indios del Boer – Gigantes de Rivas 4–2       |
| 2015–16 | Gigantes de Rivas – Orientales de Granada 4–3 |
| 2016–17 | Tigres de Chinandega – Gigantes de Rivas 4–1  |
| 2017–18 |                                               |
| 2018–19 |                                               |
| 2019–20 | Leones de León – Tigres de Chinandega 4–1     |
| 2020–21 | Gigantes de Rivas – Tigres de Chinandega 4–2  |
| 2021–22 | Leones de León – Gigantes de Rivas 4–3        |
| 2022–23 | Indios del Bóer – Gigantes de Rivas 4–2       |
| 2023–24 |                                               |
| 2024–25 | Leones de León – Tren del Norte 4–3           |

| Mannschaft           | Titel |
| -------------------- | ----- |
| Indios del Bóer      | 9     |
| Leones de León       | 7     |
| Tigres de Chinandega | 4     |
| Gigantes de Rivas    | 3     |
| 5 Estrellas          | 2     |
| Oriental             | 1     |
| Marlboro (Panamá)    | 1     |

Stand: 2023

## Sieger in der Serie Interamericana
Einmal konnte eine Mannschaft aus Nicaragua die Serie Interamericana gewinnen.
| Saison | Meister     |
| ------ | ----------- |
| 1964   | 5 Estrellas |

## Sieger in der Serie Latinoamericana
Viermal konnte eine Mannschaft aus Nicaragua die Serie Latinoamericana gewinnen.
| Saison | Meister              |
| ------ | -------------------- |
| 2016   | Gigantes de Rivas    |
| 2017   | Tigres de Chinandega |
| 2018   | Tigres de Chinandega |
| 2019   | Leones de León       |